# Charles Jochums
Charles Jochums (* 1. Mai 1957 in Brecht (Belgien)) ist ein ehemaliger belgischer Radrennfahrer.

## Sportliche Laufbahn
Charles Jochums war im Straßenradsport und im Bahnradsport aktiv. Als Amateur war er Mitglied der Nationalmannschaft. Er gewann eine Etappe in der Ronde van de Kempen 1976 sowie in der Ronde van Limburg 1977. Die belgische Militärmeisterschaft im Straßenrennen gewann er 1977. In der Internationalen Friedensfahrt 1979 kam er auf den 36. Rang. Auf der Bahn holte er 1979 den nationalen Titel im 1000-Meter-Zeitfahren. Von 1979 bis 1982 war er Berufsfahrer. Als Radprofi gewann er 1980 eine Etappe im Critérium du Dauphiné Libéré. Zweiter wurde er 1981 im Grand Prix de Wallonie und im Textielprijs Vichte 1982. Dritter wurde er im Omloop van het Zuidwesten 1980, im Heistse Pijl 1981, im Scheldeprijs und im Omloop Schelde-Durme 1982. Die Tour de France 1980 beendete er nicht. In der Vuelta a España 1982 kam er nicht ins Ziel.